# Сражение при Колд-Харборе
Сражение при Колд-Харборе (англ. Battle of Cold Harbor) — одно из последних сражений Гражданской войны в США, произошедшее 31 мая — 12 июня 1864 года между федеральной армией Улисса Гранта и армией конфедерации под командованием генерала Ли. Оно вошло в историю как одно из самых кровавых сражений той войны. Тысячи солдат Союза были брошены Грантом на бесполезные фронтальные атаки укреплённых позиций армии Ли. Гранту не удалось уничтожить армию южан и овладеть Ричмондом, но и Ли не сумел разбить федеральную армию на марше из-за ряда ошибок, допущенных корпусным командованием.
Колд-Харбор оставил о себе дурную память, и ветераны войны почти никогда не посещали это место.

## Поле боя
Сражение произошло в Центральной Виргинии, на том самом месте, что и сражение при Геинс-Милл во время Семидневной битвы 1862 года. Иногда сражение 1862 года называют Первой битвой при Колд-Харборе, а сражение 1864 года — Второй битвой при Колд-Харборе. Проводя окопные работы, солдаты федеральной армии натыкались на захоронения и скелеты 1862 года. Колд-Харбор не являлся портовым городом (как может показаться из названия), а назван так от гостиницы «Cold Harbor Tavern». Другое название места — Cold Arbour (Прохладная беседка). Город был расположен всего в 16 километрах от Ричмонда, столицы Конфедерации.

## Подготовка
После неудачной битвы при Спотсильвейни, генерал Грант начал фланговый обход армии Ли. На Норт-Анне он не решился атаковать укрепления противника, чуть позже на Тотопотоми-Крик тоже не стал рисковать, и 31 мая продолжил обход с целью выхода к Ричмонду. Промежуточной целью был Колд-Харбор, стратегически важный перекрёсток дорог. Грант двинул туда кавалерию Фила Шеридана, а затем и пехоту — 6-й (Горацио Райта) и 18-й (Уильяма Смита) корпуса. Грант стремился отрезать армию Ли от Ричмонда и заставить его атаковать свои укреплённые позиции. Разбив Ли, Грант получал шанс занять Ричмонд, который находился всего в 16 км от места боя. С другой стороны, в сложившейся ситуации Ли заметил блестящую возможность разгромить Потомакскую армию на марше, по частям. Победа могла повлиять на грядущие президентские выборы и на весь ход войны.
Приступ дизентерии не давал возможности Ли лично руководить операцией. Он послал к Колд-Харбору дивизию Хоука и дивизию Андерсона, который принял командование 1-м корпусом после ранения Лонгстрита.
31 мая корпуса южан начали движение к Колд-Харбору. 6-й корпус двигался по раскалённой пыльной равнине и солдаты сильно страдали от жары. К моменту прибытия в Колд-Харбор корпус оказался измотан переходом и совершенно небоеспособен. 18-й корпус также совершил долгий изнурительный переход и опоздал к точке сбора, куда вышел без обоза и боеприпасов. Оба корпуса прибыли на место вечером 1 июня и приняли участие в сражении только 2 июня.

## Силы сторон
Армия Гранта насчитывала 108 000 человек. Она состояла из шести корпусов:
- II корпус Уинфилда Хэнкока: дивизии Дэвида Бирни, Френсиса Бэрлоу и Джона Гиббона.
- V корпус Говернора Уоррена: дивизии Чарльза Гриффина, Генри Локвуда и Лизандера Катлера.
- VI корпус Горацио Райта: дивизии Дэвида Рассела, Томаса Нейла и Джеймса Рикеттса.
- IX корпус Эмброуза Бернсайда: дивизии Томаса Криттендена, Роберта Поттера, Орландо Уилкокса и Эдварда Ферреро. (9 июня Криттендера сменил Лендли)
- XVIII корпус Уильяма Смита: дивизии Уильяма Брукса, Джона Мартиндейла и Чарльза Дивенса. (4 июня Дивенса сменил Альберт Эймс)
- Кавкорпус Шеридана:

Северовирджинская армия генерала Ли насчитывала 59 000 человек. Она состояла из четырёх корпусов и двух отдельных дивизий:
- Первый корпус Ричарда Андерсона: дивизии Чарльза Филда, Джорджа Пикетта и Джозефа Кершоу
- Второй корпус Джубала Эрли: дивизии Стефана Рамсера, Джона Гордона и Роберта Родса.
- Третий корпус Эмброуза Хилла: дивизии Генри Хета, Кадмуса Уилкокса и Уильяма Махоуна.
- Кавалерийский корпус (без командира после гибели Стюарта): дивизии Уэйда Хемптона, Фицхью Ли и Руни Ли.
- Дивизия Джона Брекинриджа.
- Дивизия Роберта Хука.

## Сражение

### 31 мая
Кавалерийские части, встретившиеся при Олд-Чёрч, остались на своих позициях до 31 мая. Ли отправил кавдивизию генерала Фицхью Ли, чтобы усилить бригаду Метью Батлера и захватить перекрёсток у Олд-Чёрч. Когда федеральная бригада Торберта усилила нажим на позиции южан, генерал Ли приказал корпусу Андерсона сместиться вправо от Тотопотоми-Крик и поддержать кавалерию. Передовая бригада дивизии Хука тоже подошла к перекрёстку и присоединилась к Батлеру и Фицхью Ли. В 16:00 бригада Торберта и части кавдивизии Грегга отбросили южан от Олд-Чёрч и начали окапываться на этой позиции. Однако, после появления людей Хука и Андерсона, федеральный генерал Шеридан ощутил беспокойство и велел Торберту отойти к Олд-Чёрч.
Однако, Гранту был очень важен участок у Олд-олд-Харбор, и он приказал корпусу Райта переместиться туда с правого фланга армии.
6-й корпус Горацио Райта занимал крайнюю оконечность федеральной линии и был наиболее удалённым от Колд-Харбора. Чтобы достигнуть этого места, ему предстояло совершить длительный и изнурительный ночной марш по узким лесным дорогам. Однако генерал Мид не учёл этого обстоятельства (сам он редко участвовал в походах пешком) и, чтобы не образовывать бреши в боевых порядках армии, направил именно людей Райта в самый тяжёлый, самый мучительный переход, который им только приходилось совершать за всю войну. 
Шеридану было велено вернуться к перекрёстку и удерживать его «любой ценой». Торберт вернулся на свою позицию в час ночи, причём южане даже не успели заметить его временного отступления.

### 1 июня

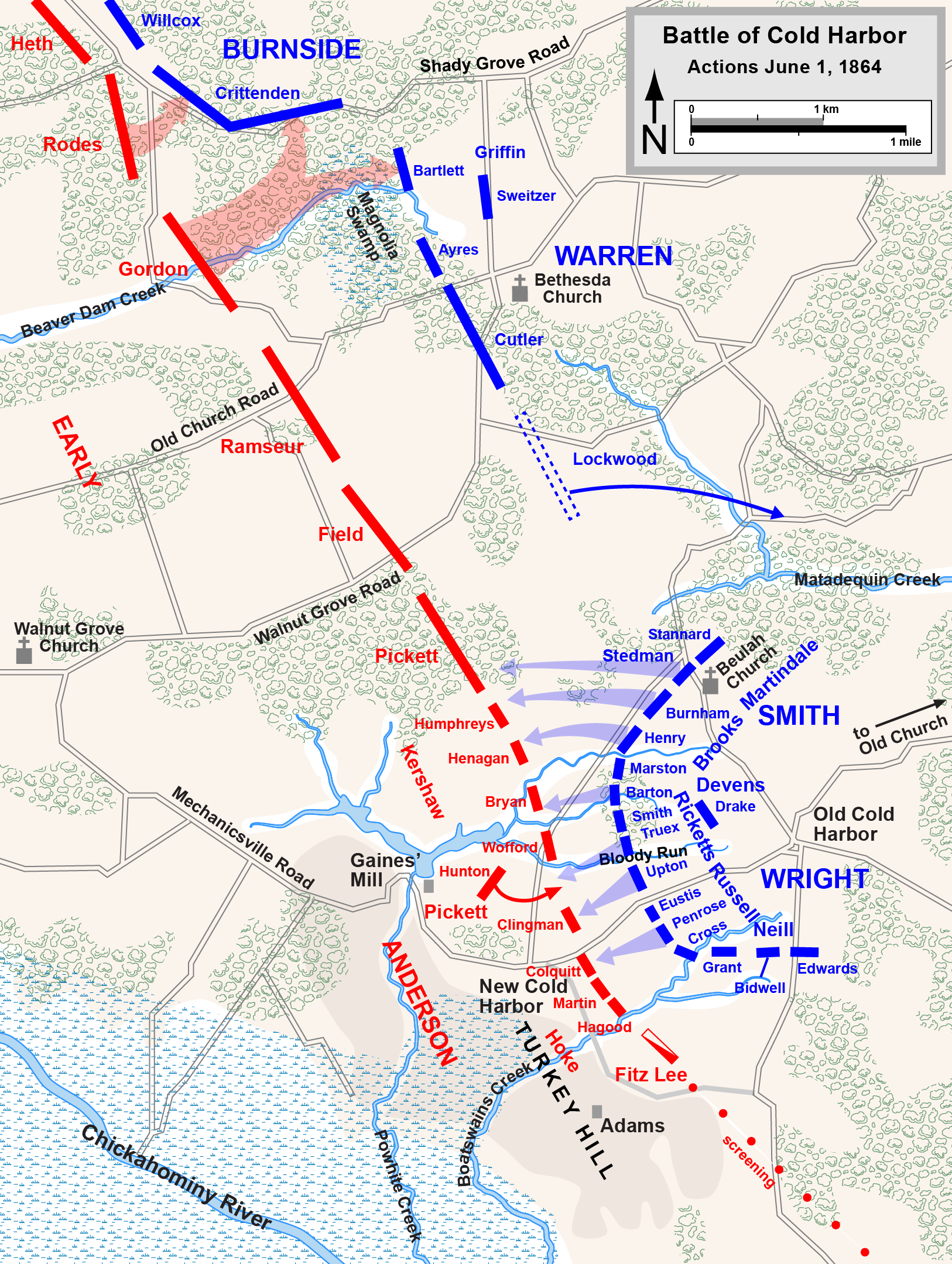
Колд-Харбор, 1 июня

Утром 1 июня у Колд-Харбора южанам противостояли всего 6500 кавалеристов Шеридана. 6-й корпус был ещё на марше, а 18-й корпус по ошибке ушёл в Нью-Касл-Ферри. Кавалеристы Шеридана успели окопаться, и генерал Андерсон выделил для атаки дивизию под командованием генерала Кершоу, героя Фредериксберга и Геттисберга. Кершоу направил против Шеридана южнокаролинскую бригаду, с которой когда-то штурмовал Персиковый сад под Геттисбергом. Бригада была поручена малоопытному полковнику Лоуренсу Кейту, который поставил в первой линии необстрелянный 20-й южнокаролинский полк. Он построил их в плотные колонны и повёл в атаку против федеральной бригады Меррита, вооружённый винтовками системы Спенсера. Полковник Кейт был убит, а его бригада обращена в бегство.
Андерсон не решился повторить атаку, а при появлении 6-го федерального корпуса он вообще перешёл в глухую оборону и его дивизия начала закладывать линию траншей. Таким образом, по неопытности офицеров, разгромить поочерёдно Шеридана и Райта не удалось, и план генерала Ли был провален.
Южане возвели оборонительную линию; на левом фланге стояла дивизия Джозефа Кершоу, в центре — дивизия Пикетта, справа — дивизия Роберта Хука.
В 18:00 прибыл 18-й корпус, и северяне организовали атаку окопавшейся дивизии Кершоу. Однако та успела окопаться и атака была быстро отбита. Тогда северяне предприняли вторую атаку и дивизии Риккета даже сумела занять часть оборонительной линии, но на помощь южанам подошли две бригады и помешали им развить успех. Северяне удержали захваченный участок, а южане заложили новую оборонительную линию. В целом линия их обороны растянулась на 8 миль.

### 2 июня

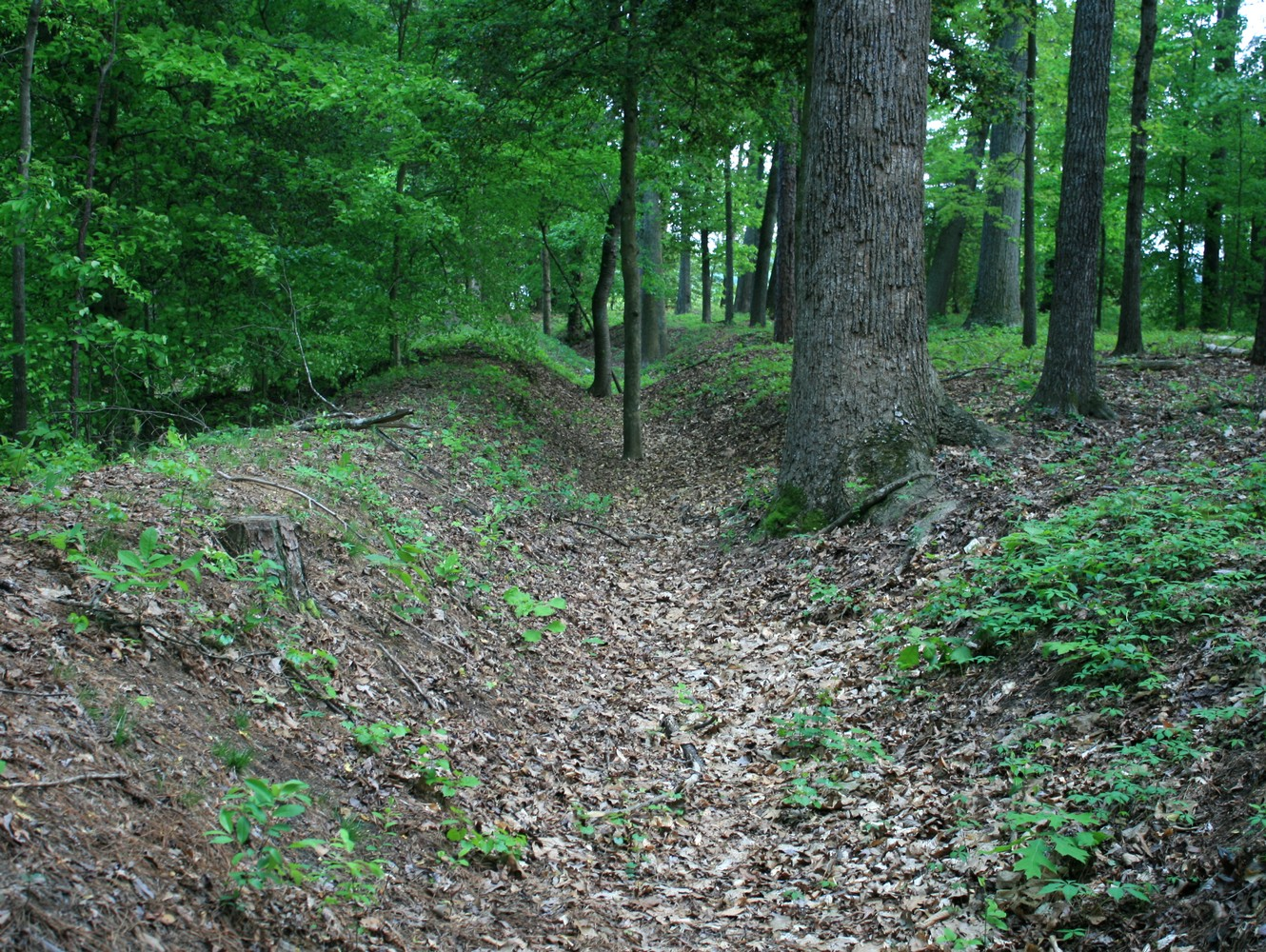
Траншеи южан на участке бригады Клингмана (2017)

На 2 июня генерал Мид запланировал отправить в атаку три федеральных корпуса, которые насчитывали вместе 31 000 человек. Удар планировалось нанести по левому флангу, которым командовал Андерсон. Этот участок сильно пострадал в бою 1-го числа и ещё не успел всерьёз окопаться. 2-й армейский корпус генерала Хенкока должен был для этого прибыть на поле боя в 04:30 утра, однако его корпус застрял в зарослях на марше и опоздал на 2,5 часа. Солдаты Хенкока также оказались измотаны маршем и непригодны для участия в атаке. Одновременно выяснилось, что и 18-й корпус Смита ещё не готов к бою из-за дезорганизованности. «Атака моими частями будет просто абсурдной», сказал Смит.
Между тем генерал Ли перебросил в район сражения дивизию Брекинриджа, а также корпус Эмброуза Хилла: дивизии Уилкокса и Махоуна. Эти дивизии удлинили правый фланг армии, который теперь упирался в реку Чикахомини, делая обход невозможным. Одновременно они укрепляли свои позиции — под личным руководством генерала Ли. Солдаты федеральной армии, прошедшие Спотсильвейни, хорошо понимали, что их ждёт. Многие писали предсмертные записки. Впоследствии был найден дневник одного солдата, заканчивающийся фразой: «3 июня 1864. Колд-Харбор. Я был убит».

### 3 июня

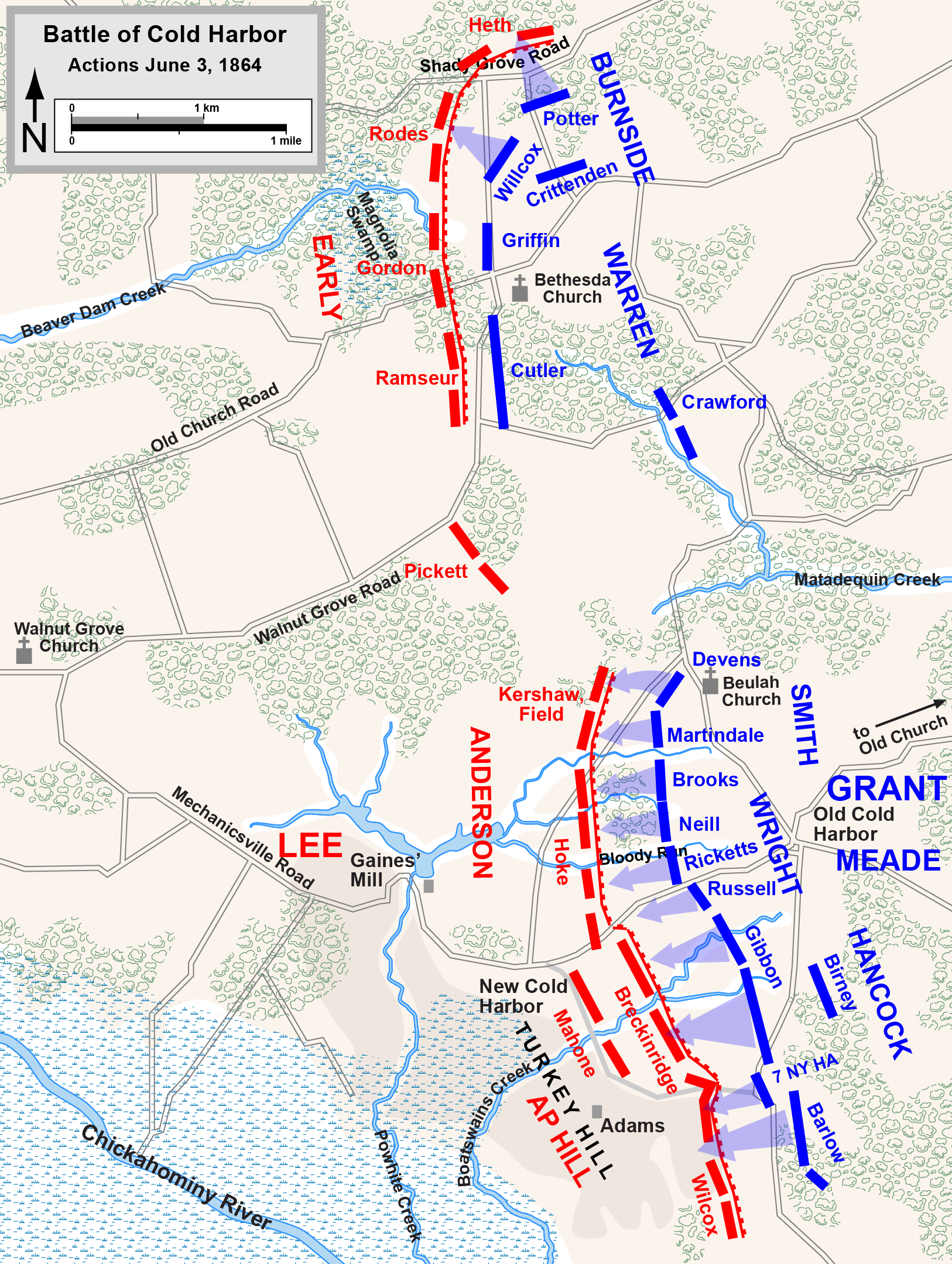
Колд-Харбор, 3 июня

3 июня произошла одна из самых коротких и самых кровопролитных атак за всю историю той войны. В тот день северяне потеряли несколько тысяч человек всего за 20—30 минут. Впоследствии генерал Лоу скажет: «Это была не война, это было убийство».
Утром, в 04:30, началось наступление федеральных корпусов. После артподготовки в атаку двинулись почти 40 000 человек. На левом фланге федеральной армии шли две дивизии (Берлоу и Гиббона, из корпуса Хэнкока). Дивизии Фрэнсиса Берлоу удалось захватить первую линию обороны южан, взять в плен несколько сотен человек и несколько орудий, но она попала под плотный огонь артиллерии и вынуждена была отойти.
Дивизия Гиббона наткнулась на болото и понесла тяжёлые потери, причём погибло несколько генералов и полковников. Дивизия отступила и окопалась. Бой перетёк в перестрелку, которая длилась до ночи. В этом бою дивизия Гиббона потеряла 65 офицеров и 1032 солдата убитыми и ранеными.
В центре наступал корпус Райта, который быстро пришёл в расстройство и отступил на исходные позиции.
Корпус Смита наступал на правом фланге, где местность была особенно труднопроходимой. Дивизия Мартиндейла наступала по дну оврага и вышла прямо под батареи конфедератов.

Неприятель, наступая в четырёх линиях с интервалом в 50 ярдов, представлял собой прекрасную мишень для техасских и арканзасских стрелков, — вспоминал солдат из бригады Грега, — их попытка пробиться была невозможной — человек не мог выжить в огне, который обрушивался с фронта и с флангов. И хотя первым броском некоторым из них удалось приблизиться к нашим линиям на 70 ярдов, они всё равно остановились, повернулись кругом и бросились бежать так быстро, как только могли их нести ноги. Бойня была ужасной.

Всего за 10—15 минут федеральная дивизия потеряла около 1000 человек убитыми и ранеными. Южане потеряли всего 20 человек. Это было невероятным соотношением даже по сравнению с потерями федеральной армии под Фредериксбергом.
В 07:00 Грант предложил Миду повторить атаку, но встретил сопротивление командования. Хенкок отказался наступать. Смит назвал такую попытку «бессмысленной растратой жизней». Корпус Райта активизировал перестрелку, но так же не сдвинулся с места. В 12:30 Грант убедился, что наступление провалилось, и отменил свой приказ. Солдаты-северяне, залёгшие перед позициями конфедератов, начали понемногу окапываться и переходить к обороне.
В этом утреннем бою федералы потеряли 7000 человек за полчаса.

## Последствия

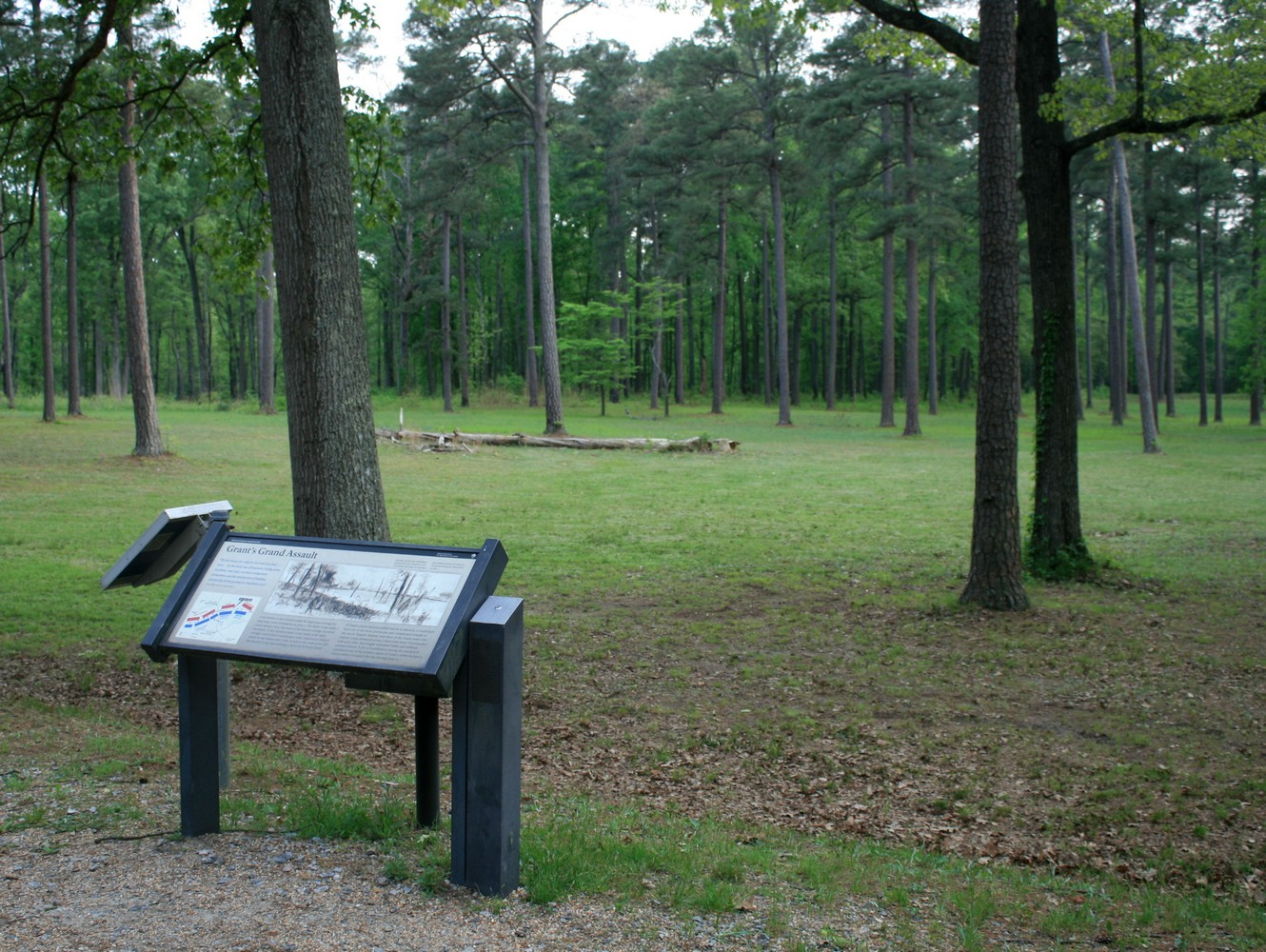
Поле боя и исторический маркер (2017)

В этом бою армия Гранта потеряла (по разным оценкам) от 10 до 13 тысяч человек. Грант был вынужден отказаться от наступления на Ричмонд и избрал новой целью Питтерсберг. Однако, он не успел провести штурм до подхода армии Ли и сражение за город перетекло в длительную осаду.
Позже в своих мемуарах Грант сознался, что Колд-Харбор был его ошибкой: «Я всегда жалел, что последняя атака при Колд-Харборе вообще была предпринята… — писал он. — При Колд-Харборе не удалось добиться никаких преимуществ, чтобы компенсировать наши тяжёлые потери. В действительности все преимущества, кроме соотношения потерь, принадлежали конфедератам.».
Одной из причин неудач федеральной армии была её плохая управляемость, вызванная неудовлетворительной работой штабов. Дивизии не согласовывали действия между собой и не вели разведку, в результате чего теряли время и несли потери в личном составе.
Другой причиной была странная для 1864 года идея Гранта проводить фронтальные атаки укреплённой линии. После Фредериксберга и Геттисберга самоубийственность этой тактики была очевидна всем, вплоть до рядовых солдат. Как и под Фредериксбергом, бесполезность этих атак была ясна всем заранее.
Сражение вызвало подъём антивоенного движения на Севере. Грант своими действиями заработал репутацию «мясника». Это сказалось в целом на моральном духе всей его армии. И всё же ему удалось загнать армию генерала Ли в капкан: весь год Северовирджинская армия провела в траншеях Питтерсберга и Ричмонда. Южане надеялись своими действиями повлиять на предвыборную кампанию Линкольна, но падение Атланты в сентябре 1864 года лишило их всякой надежды.